# Куп Југославије у фудбалу
Куп Југославије у фудбалу је основан 1947. године. 
Идеја о Купу Југославије у фудбалу потекла је крајем 1945, али је доношење коначне одлуке одлагано све до 4. јула 1947. да би тек новембра 1947. објављено да Маршал Југославије Јосип Броз Тито дарује велики сребрни прелазни пехар, победнику Купа. Због тога је и назван Куп Маршала Тита.
Одлука о оснивању Фудбалског купа Југославије усвојена је на III саветовању Фискултурног савеза Југославије (ФИСАЈ). Иницијатор идеје о Купу није познат, јер о томе нема писаних докумената, али је сигурно да је Одлуку донео Одбор за фудбал ФИСАЈ у саставу арх. Коста Поповић, Владимир Дедијер, Александар Тирнанић, Драгош Стевановић, инж. Милорад Арсенијевић, проф. Михаило Андрејевић, Рато Дугоњић и других.
У првом Купу 1947, за четвртфинале се пласирао до тада мало познати клуб Јакић из Пљеваља, који је поклекао тек у продужетку против Сарајева (2 : 3), иако је од 60. минута игре остао да се бори са десет играча. Тако су Пљевљаци у овом такмичењу увели у „фудбалску легенду“, свој клуб који носи име Велимира Јакића, народног хероја из њиховог краја. 
Међутим, оно што се догодило 1952. превазилази све дотадашње. Међу осам најбољих тимова у земљи, пласирао се Пролетер, из војвођанског Равног Села, за који су играли радници земљорадничке задруге. Сличан успех постигли су и ФК Напредак Крушевац, ФК Бачка Бачка Паланка, ФК Милиционар и многи други, нарочито НК Вартекс, који је чак играо и у финалу.
Једно од највећих изненађења могла је да направи ФК Бачка Бачка Паланка тадашњи Југословенски друголигаш када је у четвртфиналу изгубила од Хајдука из Сплита тек после продужетака 1969. године.
Незаборавна је утакмица Партизан—Динамо (5 : 5), где су након продужетка одлучили ударци са беле тачке, са које је Партизан из осам шутева постигао само два гола(!), а Динамо из пет четири! Још драматичнија борба вођена је у Загребу између Динама и београдског БСК-а, где су игране две утакмице, 210 минута, а на којима је изведено 27 пенала. Динамо 14 а БСК 13).
Најуспешнији клубови у купу су били чланови "велике четворке" (Црвена звезда, Хајдук Сплит, Динамо и Партизан).
До 1979. године, правила су предвиђала једну финалну утакмицу у Београду (изузетак је био 1967. у Сплиту). Од 1979. играле су се две финалне утакмице ако је један од финалиста био из Београда, а реванш сусрет се играо у Београду.
До 1955. финале се играло крајем календарске године (око 29. новембра — Дана републике), а затим у мају (око 25. маја — Дана младости.
По завршетку финалне утакмице, на свечаној церемонији пехар је капитену победничке екипе уручивао специјални изасланик Јосипа Броза Тита, по неписаном правилу то је био неко од официра из војног врха.
Последњи пут, са учесницима из свих република и покрајина, пехар Купа маршала Тита је додељен 1991. и налази се у витринама Хајдука из Сплита.
За Куп 1991./1992. извучени су у жребу хрватски и словеначки клубови који нису хтели суделовали у такмичењу због почетка рата. Клубови из Македоније суделовали су до испадања у шеснаестини купа. Клубови из БиХ суделовали су до полуфинала, кад је такође због рата Жељезничар напустио такмичење. Ово је уједно било званично и последње такмичење у "крњем" Купу СФРЈ, које је освојио београдски Партизан.
После распада Југославије од 1993. игра се Куп СР Југославије за пехар ФСЈ (Фудбалског савеза Југославије), од 2003. Куп Србије и Црне Горе, а од 2006. Куп Србије.

## Резултати финала купаСФР Југославије
| Сезона   | Освајач купа    | Резултат                     | Финалиста               |
| -------- | --------------- | ---------------------------- | ----------------------- |
| 1947     | Партизан        | 2 : 0                        | Наша Крила Земун        |
| 1948     | Црвена звезда   | 3 : 0                        | Партизан                |
| 1949     | Црвена звезда   | 3 : 2                        | Наша Крила Земун        |
| 1950.    | Црвена звезда   | 1 : 1, 3 : 0                 | Динамо Загреб           |
| 1951.    | Динамо Загреб   | 2 : 0, 2 : 0                 | Војводина               |
| 1952.    | Партизан        | 6 : 0                        | Црвена звезда           |
| 1953.    | БСК             | 2 : 0                        | Хајдук Сплит            |
| 1954.    | Партизан        | 4 : 1                        | Црвена звезда           |
| 1955.    | БСК             | 2 : 0                        | Хајдук Сплит            |
| 1956.    | -               | није одиграно                |                         |
| 1956/57. | Партизан        | 5 : 3                        | Раднички Београд        |
| 1957/58. | Црвена звезда   | 4 : 0                        | Вележ Мостар            |
| 1958/59. | Црвена звезда   | 3 : 1                        | Партизан                |
| 1959/60. | Динамо Загреб   | 3 : 2                        | Партизан                |
| 1960/61. | Вардар Скопље   | 2 : 1                        | Вартекс Вараждин        |
| 1961/62. | ОФК Београд     | 4 : 1                        | Спартак Суботица        |
| 1962/63. | Динамо Загреб   | 4 : 1                        | Хајдук Сплит            |
| 1963/64. | Црвена звезда   | 3 : 0                        | Динамо Загреб           |
| 1964/65. | Динамо Загреб   | 2 : 1                        | Будућност Титоград      |
| 1965/66. | ОФК Београд     | 6 : 2                        | Динамо Загреб           |
| 1966/67. | Хајдук Сплит    | 2 : 1                        | Сарајево                |
| 1967/68. | Црвена звезда   | 7 : 0                        | Бор                     |
| 1968/69. | Динамо Загреб   | 3 : 3, 3 : 0 (1. меч ает)    | Хајдук Сплит            |
| 1969/70. | Црвена звезда   | 2 : 2, 1 : 0 (други меч ает) | Олимпија Љубљана        |
| 1970/71. | Црвена звезда   | 4 :0, 2 : 0                  | Слобода Тузла           |
| 1971/72. | Хајдук Сплит    | 2 : 1                        | Динамо Загреб           |
| 1973.    | Хајдук Сплит    | 1 : 1, 2 : 1                 | Црвена звезда           |
| 1973/74. | Хајдук Сплит    | 1 : 0                        | Борац Бања Лука         |
| 1974/75. | -               | није одиграно                |                         |
| 1975/76. | Хајдук Сплит    | 1 : 0 (ает)                  | Динамо Загреб           |
| 1976/77. | Хајдук Сплит    | 2 : 0 (ает)                  | Будућност Титоград      |
| 1977/78. | Ријека          | 1 : 0 (ает)                  | Трепча Титова Митровица |
| 1978/79. | Ријека          | 2 : 1, 0 : 0                 | Партизан                |
| 1979/80. | Динамо Загреб   | 1 : 0, 1 : 1                 | Црвена звезда           |
| 1980/81. | Вележ Мостар    | 3 : 2                        | Жељезничар              |
| 1981/82. | Црвена звезда   | 2 : 2, 4 : 2                 | Динамо Загреб           |
| 1982/83. | Динамо Загреб   | 3 : 2                        | Сарајево                |
| 1983/84. | Хајдук Сплит    | 2 : 1, 0 : 0                 | Црвена звезда           |
| 1984/85. | Црвена звезда   | 2 : 1, 1 : 1                 | Динамо Загреб           |
| 1985/86. | Вележ Мостар    | 3 : 1                        | Динамо Загреб           |
| 1986/87. | Хајдук Сплит    | 1 : 1 (9 : 8 пенали)         | Ријека                  |
| 1987/88. | Борац Бања Лука | 1 : 0                        | Црвена звезда           |
| 1988/89. | Партизан        | 6 : 1                        | Вележ Мостар            |
| 1989/90. | Црвена звезда   | 1 : 0                        | Хајдук Сплит            |
| 1990/91. | Хајдук Сплит    | 1 : 0                        | Црвена звезда           |
| 1991/92. | Партизан        | 1 : 0, 2 : 2                 | Црвена звезда           |

## Освајачи Купа СФР Југославије
| Пласман | Екипа                   | Освајач купа                                                              | Финалиста                                        |
| ------- | ----------------------- | ------------------------------------------------------------------------- | ------------------------------------------------ |
| 1       | Црвена звезда           | 12 1948, 1949, 1950, 1958, 1959, 1964, 1968, 1970, 1971, 1982, 1985, 1990 | 8 1952, 1954, 1973, 1980, 1984, 1988, 1991, 1992 |
| 2       | Хајдук Сплит            | 9 1967, 1972, 1973, 1974, 1976, 1977, 1984, 1987, 1991                    | 5 1953, 1955, 1963, 1969, 1990                   |
| 3       | Динамо Загреб           | 7 1951, 1960, 1963, 1965, 1969, 1980, 1983                                | 8 1950, 1964, 1966, 1972, 1976, 1982, 1985, 1986 |
| 4       | Партизан                | 6 1947, 1952, 1954, 1957, 1989, 1992                                      | 4 1948, 1959, 1960, 1979                         |
| 5       | ОФК Београд             | 4 1953, 1955, 1962, 1966                                                  |                                                  |
| 6       | Вележ Мостар            | 2 1981, 1986                                                              | 2 1958, 1989                                     |
| 7       | Ријека                  | 2 1978, 1979                                                              | 1 1987                                           |
| 8       | Борац Бања Лука         | 1 1988                                                                    | 1 1974                                           |
| 9       | Вардар Скопље           | 1 1961                                                                    |                                                  |
| 10      | Наша Крила Земун        |                                                                           | 2 1947, 1949                                     |
| 11      | Будућност Титоград      |                                                                           | 2 1965, 1977                                     |
| 12      | Сарајево                |                                                                           | 2 1967, 1983                                     |
| 13      | Војводина               |                                                                           | 1 1951                                           |
| 14      | Раднички Београд        |                                                                           | 1 1957                                           |
| 15      | Вартекс Вараждин        |                                                                           | 1 1961                                           |
| 16      | Спартак Суботица        |                                                                           | 1 1962                                           |
| 17      | Бор                     |                                                                           | 1 1968                                           |
| 18      | Олимпија Љубљана        |                                                                           | 1 1970                                           |
| 19      | Слобода Тузла           |                                                                           | 1 1971                                           |
| 20      | Трепча Титова Митровица |                                                                           | 1 1978                                           |
| 20      | Жељезничар Сарајево     |                                                                           | 1 1981                                           |

### Листа стрелаца Купа Југославије
| #  | Играч           | Клуб          | Голови |
| -- | --------------- | ------------- | ------ |
| 1. | Стјепан Бобек   | Партизан      | 41     |
| 2. | Коста Томашевић | Црвена звезда | 32     |
| 3. | Бора Костић     | Црвена звезда | 31     |
| 4. | Марко Валок     | Партизан      | 28     |
| 5. | Славен Замбата  | Динамо Загреб | 26     |
| 6. | Рајко Митић     | Црвена звезда | 22     |